# Gemeinde Kamenica
Die Gemeinde Kamenica (albanisch Komuna e Kamenicës, serbisch Општина Косовска Каменица Opština Kosovska Kamenica) ist eine Gemeinde im Osten des Kosovo. Sie liegt im Bezirk Gjilan. Verwaltungssitz ist die Stadt Kamenica.

## Geographie
Die Gemeinde ist die östlichste des Landes und hat mit 58 Dörfern eine Fläche von 423 km², was sie zu einer der größeren des Kosovo macht. Der Amtssitz befindet sich in der Stadt Kamenica, die sich im südwestlichen Teil der Gemeindefläche befindet.
Im Westen grenzt die Gemeinde an Novo Brdo und Pristina sowie an Serbien im Norden (Medveđa und Leskovac) und Osten (Vranje und Bujanovac). Im Süden grenzt sie an die Gemeinde Ranilug, die Gemeindeexklave Petroc südlich von Ranilug grenzt an die Gemeinde Gjilan.
Zusammen mit den Gemeinden Gjilan, Klokot, Parteš, Ranilug und Vitia bildet die Gemeinde den Bezirk Gjilan.

## Bevölkerung
Die Volkszählung aus dem Jahr 2011 ergab für die Gemeinde Kamenica eine Einwohnerzahl von 36.719. Davon waren 34.186 (93,10 %) Albaner, 1554 (4,23 %) Serben, 240 Roma, 29 Goranen, 9 Bosniaken und 5 Türken.
34.405 deklarierten sich als Muslime, 1.556 als Orthodoxe, 13 als Katholiken und 32 haben keinen Glauben.
| Zensus    | 1948   | 1953   | 1961   | 1971   | 1981   | 1991   | 2011   |
| --------- | ------ | ------ | ------ | ------ | ------ | ------ | ------ |
| Einwohner | 30.497 | 32.463 | 34.786 | 38.270 | 41.095 | 45.842 | 36.719 |

| Ethnie    | Albaner | Serben | Türken | Bosniaken | Roma | Goranen | Andere | Unbekannt | Antwort verweigert |
| --------- | ------- | ------ | ------ | --------- | ---- | ------- | ------ | --------- | ------------------ |
| Einwohner | 34.186  | 1.554  | 5      | 9         | 240  | 29      | 27     | 31        | 4                  |

| Religion  | Muslime | Orthodoxe | Katholiken | Konfessionslose | Andere | Unbekannt | Antwort verweigert |
| --------- | ------- | --------- | ---------- | --------------- | ------ | --------- | ------------------ |
| Einwohner | 34.405  | 1.556     | 13         | 32              | 26     | 29        | 24                 |

Vor dem Kosovokrieg 1999 war die Anzahl der Serben und Roma höher, seitdem hat ein Teil von ihnen die Gemeinde verlassen.

## Orte
| Albanisch             | Serbisch          | Einwohnerzahl (Volkszählung 2011) |
| --------------------- | ----------------- | --------------------------------- |
| Berivojca             | Berivojce         | 1553                              |
| Bllata                | Blato             | 35                                |
| Bosca                 | Bosce             | 86                                |
| Bratilloc             | Bratilovce        | 29                                |
| Busavata              | Busovata          | 804                               |
| Çarrakoc              | Čarakovce         | 60                                |
| Dajkoc                | Dajkovce          | 378                               |
| Dazhnica              | Daždince          | 80                                |
| Desivojca             | Desivojce         | 177                               |
| Feriqeva              | Firićeja          | 61                                |
| Gjyrishec             | Đuriševac         | 58                                |
| Gmica                 | Gmince            | 85                                |
| Gogolloc              | Gogolovce         | 10                                |
| Gragjenik             | Građenik          | 2                                 |
| Grizima               | Grizime           | 461                               |
| Hajnoc                | Ajnovce           | 460                               |
| Hodanoc               | Odanovce          | 2446                              |
| Hogosht               | Ogošte            | 1705                              |
| Kamenica              | Kosovska Kamenica | 7331                              |
| Karaçeva e Epërme     | Gornje Karačevo   | 1413                              |
| Karaçeva e Poshtme    | Donje Karačevo    | 940                               |
| Kolloleç              | Kololeč           | 181                               |
| Kopërnica             | Koprivnica        | 1183                              |
| Koretin               | Koretin           | 3476                              |
| Kostadinca            | Kostadince        | 48                                |
| Kranidell             | Krajnidel         | 131                               |
| Kremenata             | Kremenata         | 7                                 |
| Krileva               | Kriljevo          | 586                               |
| Lajçiq                | Ljajčić           | 160                               |
| Leshtar               | Lještar           | 446                               |
| Lisocka               | Lisocka           | 98                                |
| Maroc                 | Marovce           | 64                                |
| Meshina               | Mešina            | 25                                |
| Moçar                 | Močare            | 113                               |
| Muçivërca             | Mučivrce          | 1520                              |
| Novosella             | Novo Selo         | 311                               |
| Petroc                | Petrovce          | 1257                              |
| Poliçka               | Polička           | 217                               |
| Rahovica              | Oraovica          | 42                                |
| Rogaçica              | Rogačica          | 2668                              |
| Ruboc                 | Robovac           | 386                               |
| Sedllara              | Sedlare           | 22                                |
| Shahiq                | Šaić              | 34                                |
| Shipashnica e Epërme  | Gornja Šipašnica  | 1261                              |
| Shipashnica e Poshtme | Donja Šipašnica   | 753                               |
| Strelica              | Strelica          | 47                                |
| Strezoc               | Strezovce         | 276                               |
| Svirca                | Svirce            | 59                                |
| Tërstena              | Trstena           | 100                               |
| Topanica              | Toponica          | 2061                              |
| Tugjec                | Tuđevce           | 130                               |
| Vaganesh              | Vaganeš           | 10                                |
| Velegllava e Epërme   | Gornja Veljeglava | 73                                |
| Velegllava e Poshtme  | Donja Veljeglava  | 0                                 |
| Vriqec                | Vrućevce          | 78                                |
| Zajçec                | Zajčevce          | 46                                |
| Zhuja                 | Žuja              | 42                                |

## Politik

### Legislative, Exekutive und Judikative
In der Gemeinde gilt als gesetzgebende Gewalt der Gemeinderat (albanisch Kuvendi Komunal, serbisch Скупштина орштине Skupština opštine). Ihm gehören 27 vom Volk direkt gewählte Räte an. Fünf davon sind immer für die ethnischen Minderheiten reserviert. Seit den letzten Kommunalwahlen 2009 setzt sich der Gemeinderat wie folgt zusammen:
| Partei                                 | Anzahl Mitglieder |
| -------------------------------------- | ----------------- |
| Partia Demokratike e Kosovës (PDK)     | 8                 |
| Lidhja Demokratike e Kosovës (LDK)     | 7                 |
| Aleanca për Ardhmërinë e Kosovës (AAK) | 5                 |
| Aleanca Kosova e Re (AKR)              | 5                 |
| Lidhja Demokratike e Dardanisë (LDD)   | 2                 |

Bürgermeister der Gemeinde ist seit November 2017 Qëndron Kastrati (PSD).
Das Gemeindegericht hat seinen Standort in der Stadt Kamenica und besteht aus drei Mitgliedern. Ein weiteres Gericht ist nur für kleinere Vergehen zuständig und hat zwei Richter. Das für Kamenica zuständige Bezirksgericht, die II. Instanz, befindet sich in der Bezirkshauptstadt Gjilan.

### Sicherheit
Die zwei Polizeistationen in der Gemeinde beschäftigen 99 Polizeibeamte, davon 21 weibliche. 83 dieser 99 arbeiten in der Hauptstation in der Stadt Kamenica. Von denen sind 67 Albaner und 16 Serben. In Muçivërca befindet sich eine weitere kleinere Polizeistation mit 16 Beamten.